# Gentiana forrestii
Gentiana forrestii är en gentianaväxtart som beskrevs av Cecil Victor Boley Marquand. Gentiana forrestii ingår i släktet gentianor, och familjen gentianaväxter. Inga underarter finns listade i Catalogue of Life.